# 布魯斯·蘇特
霍華德·布魯斯·蘇特（英語：Howard Bruce Sutter，1953年1月8日—2022年10月13日），為美國職棒大聯盟的投手，生涯曾效力過小熊、紅雀和勇士等隊。蘇特是大聯盟1970年代至1980年間最有壓制力的後援投手，他生涯一共入選6次明星賽，拿過一次世界大賽冠軍。生涯防禦率2.82，並拿下300次救援成功，在當時是史上第三多。他不僅在1979年拿下國聯賽揚獎，並且仍是目前國聯唯一一位拿過5次聯盟救援王的投手。
2006年，蘇特入選名人堂。同年紅雀隊將他的42號背號退休，並在2014年將他引薦至紅雀隊名人堂。而他曾在費城人隊的小聯盟球隊擔任過顧問。

## 職業生涯

### 芝加哥小熊
1976年5月，蘇特加入小熊隊。該年他拿下6勝3敗，10次救援成功。隔年他的防禦率只有1.34，並順利入選明星賽。而他也順利在賽揚獎及MVP票選上分別拿下第6和第7名。1977年9月8日，蘇特達成了罕見的完美一局（1局投球僅用9顆球便三振3名打者）。
1978年，雖然蘇特的防禦率上升到3.19，不過他拿下27次救援成功。1979年5月，小熊隊交易來後援投手Dick Tidrow。受惠於Tidrow的表現，讓蘇特累積了不少救援成功。該年他以37次救援成功追平國聯紀錄，並拿下國聯賽揚獎。1980年，他再度以28次救援成功領先全聯盟。整年他拿下5勝8敗，防禦率2.64，不過他的三振數也首次低於100次。

### 聖路易紅雀
1980年12月，小熊隊將蘇特交易至紅雀，換來Leon Durham、Ken Reitz和一名日後指定球員。1981年，他整年拿下25次救援成功，防禦率為2.62。不僅連續5年入選明星賽，還在賽揚獎票選上拿下第五名。
1982年，蘇特拿下36次救援成功，並在賽揚獎票選上拿下第三名。這年紅雀也順利拿下世界大賽冠軍，而蘇特在世界大賽上拿下2次救援成功。1983年，蘇特拿下9勝10敗，防禦率為4.23。雖然他只拿下21次救援成功，不過他在這年締造一個罕見的獨力牽制。當時蘇特在投球時，海盜隊跑者Bill Madlock因離壘過遠受到一壘手基斯·赫南德茲的注意，結果蘇特發現後直接自行衝下丘往一壘方向觸殺Madlock。
1981年至1984年間，蘇特拿下3次年度救援投手獎。其中1984年他更是以45次救援成功一度寫下國聯新紀錄。

### 亞特蘭大勇士
1984年12月，蘇特以自由球員身分加盟勇士隊。而蘇特表示他是因為敬佩透納廣播公司老闆泰德·透納和勇士強打者戴爾·墨菲才選擇加入勇士隊的。而紅雀隊總教練也坦承球隊在沒有蘇特的情況會打得很掙扎。
1984年，勇士隊全隊只拿下49次救援成功，而蘇特一人光是在紅雀就拿下45次救援成功。然而蘇特來到勇士隊後防禦率上升到4.48，只拿下23次救援成功。更糟的是，他在球季結束後肩膀受了傷。1986年3月，他短暫在春訓亮相後，便動了肩膀手術。
3月，蘇特表示他的球速比起前幾年已有快速下滑。該年他拿下2勝，防禦率4.34。7月31日，球隊總教練更是宣布蘇特的球季直接提前結束。1987年2月，蘇特再動了一次手術，導致他整季報銷。1988年，蘇特嘗試回歸球場，但他只拿下1勝4敗，防禦率4.76。最後他在球季結束後退休，並在9月進行右膝手術。

## 名人堂

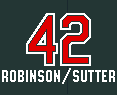
2006年，紅雀隊將蘇特的42號背號退休。

2006年，蘇特在他的第13次名人堂票選中終於以400票，76.9%的得票率入選名人堂。他不僅是第四位入選名人堂的救援投手，更是第一位生涯完全沒有先發過的名人堂投手。
同年9月17日，紅雀隊將他的42號背號退休。他也成為傑基·羅賓森和馬里安諾·李維拉以外，唯一一位獲得42號背號退休的選手。
2010年11月，他入選了紅雀隊名人堂。不過他因為妻子生病住院，而無法出席球隊名人堂獲獎典禮，因此讓前紅雀隊總教練Whitey Herzog代為領獎。2014年1月，他和另外22名前紅雀隊選手們一同入選紅雀隊名人堂博物館。

## 生涯投球數據
| 勝投 | 敗投 | 防禦率 | 出賽場次 | 先發 | 救援成功 | 投球局數 | 安打 | 失分 | 自責分 | 全壘打 | 保送 | 三振 | 暴投 | 觸身球 |
| ---- | ---- | ------ | -------- | ---- | -------- | -------- | ---- | ---- | ------ | ------ | ---- | ---- | ---- | ------ |
| 68   | 71   | 2.83   | 661      | 0    | 300      | 1042     | 879  | 370  | 328    | 77     | 309  | 861  | 37   | 13     |

## 個人生活
退休後，蘇特一家住在亞特蘭大。他的其中一個兒子查德是一名捕手，並曾在1999年大聯盟選秀會上被洋基隊選中。而查德只在小聯盟打了一年球就回到他的大學擔任教練。
2010年8月23日，蘇特受邀成為費城人隊小聯盟球隊的顧問。並在2A跟3A球隊裡協助發掘具有潛力的投手。

## 外部連結
- 球員資訊和成績在MLB ，ESPN，Retrosheet ，Baseball Reference ，Baseball Reference (Minors) ，Fangraphs ，The Baseball Cube （英文）
- 布魯斯·蘇特在台灣棒球維基館上的頁面（繁體中文）